# Lijst van Apple-lettertypen
Overzicht van lettertypen ontwikkeld door of voor Apple

## Schreef

### Proportioneel
- Apple Garamond (1983, ontwikkeld om Motter Tektura in het Apple-logo te vervangen)
- Espy Serif (1993)
- Fancy (1993), Apple Newton lettertype, gebaseerd op Times New Roman)
- New York (1984 door Susan Kare)

## Schreefloos

### Proportionel
- Charcoal (1999, Mac OS 8 system font)
- Chicago (1984 door Susan Kare, pre-Mac OS 8 systeemlettertype, ook gebruikt voor iPod)
- Espy Sans (1993, Apple eWorld, Apple Newton en iPod mini lettertype, bekend als System op het Apple Newton platform)
- eWorld Tight (1993, Apple eWorld lettertype gebaseerd op Helvetica Compressed)
- Geneva (1984 door Susan Kare)
- Myriad (Apples huisstijllettertype en gebruikt voor de iPod photo)
- Simple (1993), Apple Newton lettertype, gebaseerd op Geneva)
- Skia (1993 door Matthew Carter, demonstratie van de QuickDraw GX typografie)
- System (1993, zie Espy Sans)

### Monospaced
- Monaco (1984 door Susan Kare)

## Script en handgeschreven

### Proportioneel
- Apple Casual (1993, gebruikt op de Apple Newton)
- Apple Chancery (1993)
- Venice (1984 door Susan Kare)

## Diverse
- Apple Symbols (2003, Unicode symbol/dingbat lettertype)
- Cairo (1984 door Susan Kare)
- LastResort (2001 door Michael Everson, Mac OS X Unicode fallback font)
- London (1984 door Susan Kare)
- Los Angeles (1984 door Susan Kare)
- San Francisco (1984 door Susan Kare)